# 오이촌 (가나가와현)
오이촌(일본어: 太井村)은 일본 가나가와현 쓰쿠이군에 존재했던 촌이다. 현재의 사가미하라시 미도리구 동부에 해당한다.

## 역사
- 1889년 4월 1일 - 정촌제 시행에 의해 오이촌 단독으로 촌제를 시행해 나카노촌, 미타노촌, 미카게촌, 네고야촌이 성립하였다.
- 1925년 7월 1일 - 나카노정, 미타노촌, 미카게촌과 합병해, 새로운 나카노정이 성립하여, 동일 오이촌은 폐지되었다.
- 1955년 4월 1일 - 나카노정이 구시카와촌, 도야촌, 아오노하라촌, 아오네촌 및 미사와촌의 일부와 합병해 쓰쿠이정이 성립하였다.
- 2006년 3월 20일 - 쓰쿠이정이 사가미하라시에 편입되었다
- 2010년 4월 1일 - 사가미하라시가 정령지정도시로 승격해, 구 촌역이 미도리구가 되었다.

## 참고 문헌
- 角川日本地名大辞典編纂委員会,『角川日本地名大辞典 神奈川県』1984, 角川書店